# Bertil Johnsson
Bertil Nils Oskar Johnsson, född 22 november 1925 i Ängelholm, död 7 september 1980 i Söderbärke i Dalarna, var en svensk målare och tecknare.
Han var son till målarmästaren Rune Johnsson och Anna Johansson och gift med Kerstin Mattsson. Johnsson studerade konst för Otte Sköld och Signe Barth innan han fortsatte sin utbildning vid Kungliga konsthögskolan 1948–1953. Han tilldelades Maria Leander-Engströmstipendiet 1951 och Gustaf Rydbergs stipendium 1952. Han medverkade ett flertal gånger i Nationalmuseums utställning Unga tecknare. Johnsson är representerad vid Moderna museet i Stockholm.